# فهرست دانشکده‌های طب سنتی ایران
مقدمات راه اندازی و تصویب رشته طب سنتی ایرانی در سال ۱۳۸۵ در وزارت بهداشت فراهم گردید. چهار دانشگاه علوم پزشکی تهران، علوم پزشکی شهید بهشتی، علوم پزشکی ایران و شاهد برای جذب دانشجو اعلام آمادگی کردند. اولین دانشکده طب سنتی ایران در دانشگاه علوم پزشکی تهران در سال ۱۳۸۶ افتتاح شد. تا سال ۱۴۰۱ تعداد ۹ دانشکده طب سنتی در ایران فعال بوده است که با راه اندازی دانشکده طب ایرانی و مکمل مشهد در سال ۱۴۰۱ تعداد آن به ۱۰ دانشکده رسیده است.

## دانشکده‌های طب سنتی ایرانی
| ردیف | نام دانشکده                  | دانشگاه مادر                  | شهر    | سال تأسیس | وبگاه      |
| ---- | ---------------------------- | ----------------------------- | ------ | --------- | ---------- |
| ۱    | دانشکده طب سنتی تهران        | دانشگاه علوم پزشکی تهران      | تهران  | ۱۳۸۶      | وبگاه رسمی |
| ۲    | دانشکده طب سنتی شهید بهشتی   | دانشگاه علوم پزشکی شهید بهشتی | تهران  | ۱۳۸۶      | وبگاه رسمی |
| ۳    | دانشکده طب ایرانی شاهد       | دانشگاه شاهد                  | تهران  | ۱۳۸۶      | وبگاه رسمی |
| ۴    | دانشکده طب سنتی ایرانی کرمان | دانشگاه علوم پزشکی کرمان      | کرمان  | ۱۳۹۰      | وبگاه رسمی |
| ۵    | دانشکده طب سنتی اردکان       | دانشگاه علوم پزشکی یزد        | اردکان | ۱۳۹۰      | وبگاه رسمی |
| ۶    | دانشکده طب ایرانی بابل       | دانشگاه علوم پزشکی بابل       | بابل   | ۱۳۹۱      | وبگاه رسمی |
| ۷    | دانشکده طب سنتی تبریز        | دانشگاه علوم پزشکی تبریز      | تبریز  | ۱۳۹۱      | وبگاه رسمی |
| ۸    | دانشکده طب ایرانی            | دانشگاه علوم پزشکی ایران      | تهران  | ۱۳۹۴      | وبگاه رسمی |
| ۹    | دانشکده طب سنتی قم           | دانشگاه علوم پزشکی قم         | قم     | ۱۳۹۶      | وبگاه رسمی |
| ۱۰   | دانشکده طب سنتی و مکمل مشهد  | دانشگاه علوم پزشکی مشهد       | مشهد   | ۱۳۸۹      | وبگاه رسمی |